# Лакатамия

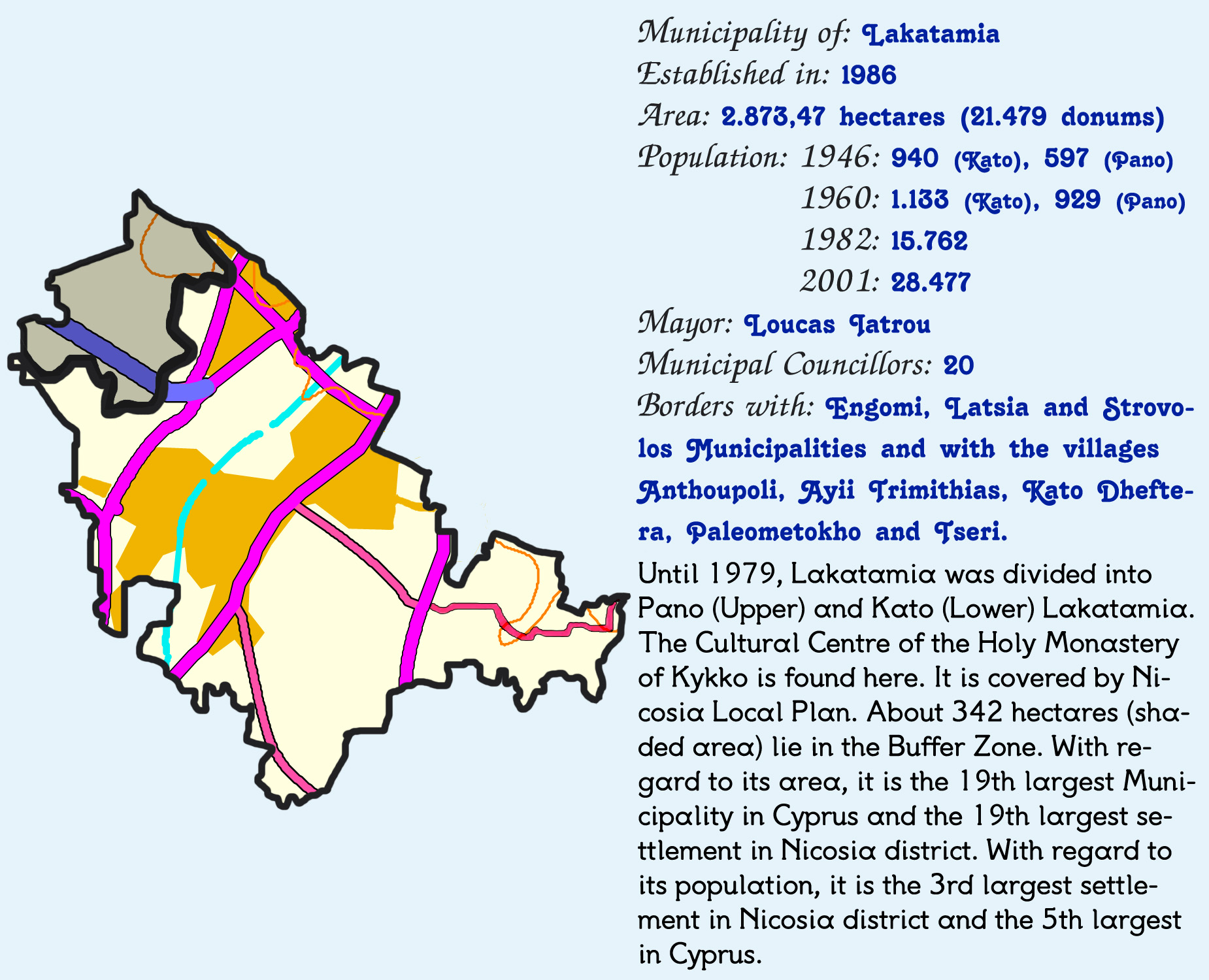
Лакатамия

Лакатамия (греч. Λακατάμια) — юго-западный пригород Никосии, столицы Кипра.

## География
Лакатамия расположена в районе Никосия, община Лакатамия. Независимый муниципалитет с 1986 года. Общая численность населения в пригороде Лакатамия составляла 28 466 в 2002 году. Официально город разделён на два района: Верхняя и Нижняя Лакатамия (Πάνω и Κάτω Λακατάμεια).

## История
Самые ранние письменные свидетельства о Лакатамии появляются в 1436, когда граф Триполи, Лузиньян Петр подарил деревню его племяннице Шарлотте. Название происходит от «alakatia», то есть скважины, которыми, по-видимому, изобиловала старая деревня. Другая версия гласит, что название происходит от «лакедемоняне».
Население было преимущественно греческим, с завоевания Кипра турками, многие стали селиться в Лакатамии. В итоге на территории современной Лакатамии находилось три поселения: это были Пано Лакатамия, Като Лакатамия и Колоурас (Πάνω Λακατάμια, Κάτω Λακατάμια, Κουλουράτος).
До середины 1950-х годов в Лакатамии совместно жили греческая и турецкая общины. После беспорядков в 1957—1958 турки покинули дома и переселились в Никосию. После турецкого вторжения 1974 появилось множество беженцев с северного Кипра, после чего рост численности населения Лакатамии с 5000 жителей в 1973 вырос примерно до 40000. В Лакатамии есть маронитская община.

## Современность
В связи с расширением городской застройки Никосии, Лакатамия превратилась в пригород, в последние годы пережила значительный рост населения. На востоке Лакатамии расположен аэродром, который используется грекокиприотской национальной гвардией.
Нынешний мэр Лукас Ятроу (Iatrou) с 2007 года. В районе также находится частная резиденция бывшего президента Кипра Тассоса Пападопулоса. Лакатамии является городом-побратимом греческого Александруполиса.

## Спорт
В городе есть футбольная команда, команда Дивизиона Б Тои Лакатамия.

## Города-побратимы
- Александруполис (греч. Αλεξανδρούπολη), Греция